# Legendary Entertainment

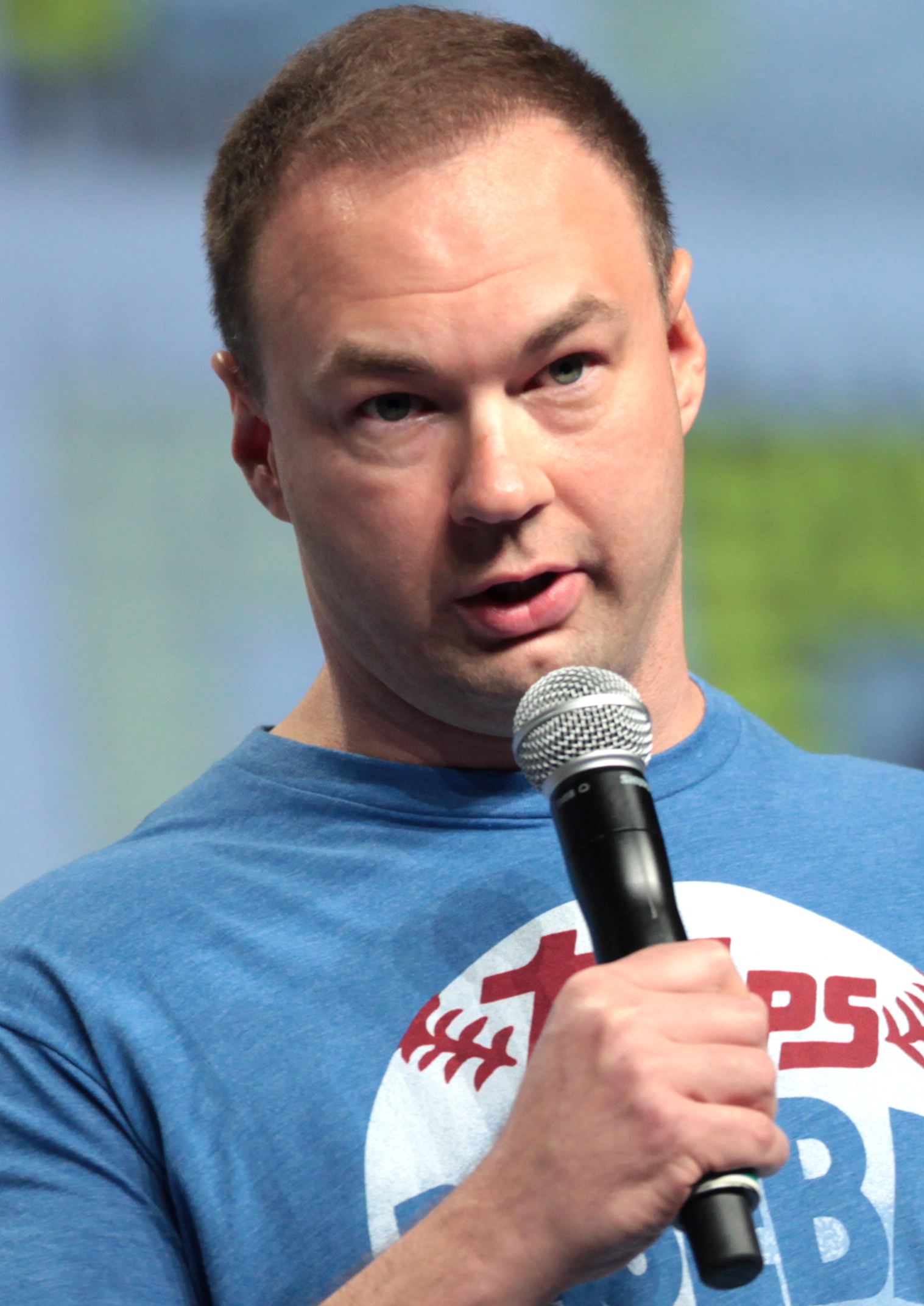
Thomas Tull in 2014

Legendary Entertainment, ook bekend als Legendary Pictures, is een Amerikaans filmproductiebedrijf gevestigd in Burbank, Californië, opgericht door Thomas Tull. Het bedrijf heeft sinds de oprichting in 2005 een overeenkomst met Warner Bros. en heeft afgesproken met dit bedrijf zeven jaar lang veertig films samen te financieren en produceren. De eerste film uit die overeenkomst was Batman Begins.
Legendary Pictures werd in 2016 overgenomen door de Chinese multinational Wanda Group.

## Lijst van films
- Batman Begins (2005)
- Superman Returns (2006)
- Lady in the Water (2006)
- The Ant Bully (2006) (eerste animatiefilm van Legendary)
- Beerfest (2006)
- We Are Marshall (2006)
- 300  (2007)
- 10,000 BC (2008)
- The Dark Knight (2008)
- Watchmen (2009)
- Observe and Report (2009)
- The Hangover (2009)
- Trick 'r Treat (2009)
- Where the Wild Things Are (2009)
- Ninja Assassin (2009)
- Clash of the Titans (2010)
- Jonah Hex (2010)
- Inception (2010)
- The Town (2010)
- Due Date (2010)
- Sucker Punch (2011)
- The Hangover Part II (2011)
- Wrath of the Titans (2012)
- The Dark Knight Rises (2012)
- Jack the Giant Slayer (2013)
- 42 (2013)
- The Hangover Part III (2013)
- Man of Steel (2013)
- Pacific Rim (2013)
- 300: Rise of an Empire (2014)
- Godzilla (2014)
- As Above, So Below (2014)
- Dracula Untold (2014)
- Interstellar (2014)
- Seventh Son (2014)
- Unbroken (2014)
- Blackhat (2015)
- Dead Rising: Watchtower (2015)
- Jurassic World (2015)
- Straight Outta Compton (2015)
- Crimson Peak  (2015)